# Лейсслер, Арнольд
Арнольд Лейсслер (нем. Arnold Leissler, 21 мая 1911 года, Ганновер — 13 марта 2021 года, Став, волость Любишин, Любушское воеводство) — архитектор, немецкий и польский долгожитель, который на момент своей смерти был самым старым из живущих в Германии мужчиной.

## Биография
Родился и вырос в Ганновере. Там он получил образование по архитектурной специальности и работал, создал семью. Он никогда не думал о переезде в другой город, никогда в другую страну.
В 2016 году, после смерти сына и жены, он переменил свою жизнь и переехал в Польшу, где жил в селе Став, расположенном в 60 километрах от польско-немецкой границы. Занялся своим хобби — рисованием.
В возрасте 105 лет перенёс серьезную операцию на сердце. Скончался 13 марта 2021 года в селе Став в возрасте 109 лет и 296 дней. Он был самым старым из живущих в Германии мужчиной и вторым по возрасту человеком в Польше после Станислава Ковальского на момент его смерти.
Секрет долголетия Лейсснера заключался в принципе: «Много работы и красное вино»
Его сын Арнольд Лейсслер-младший (1939—2014) был живописцем и графиком.